# 帆

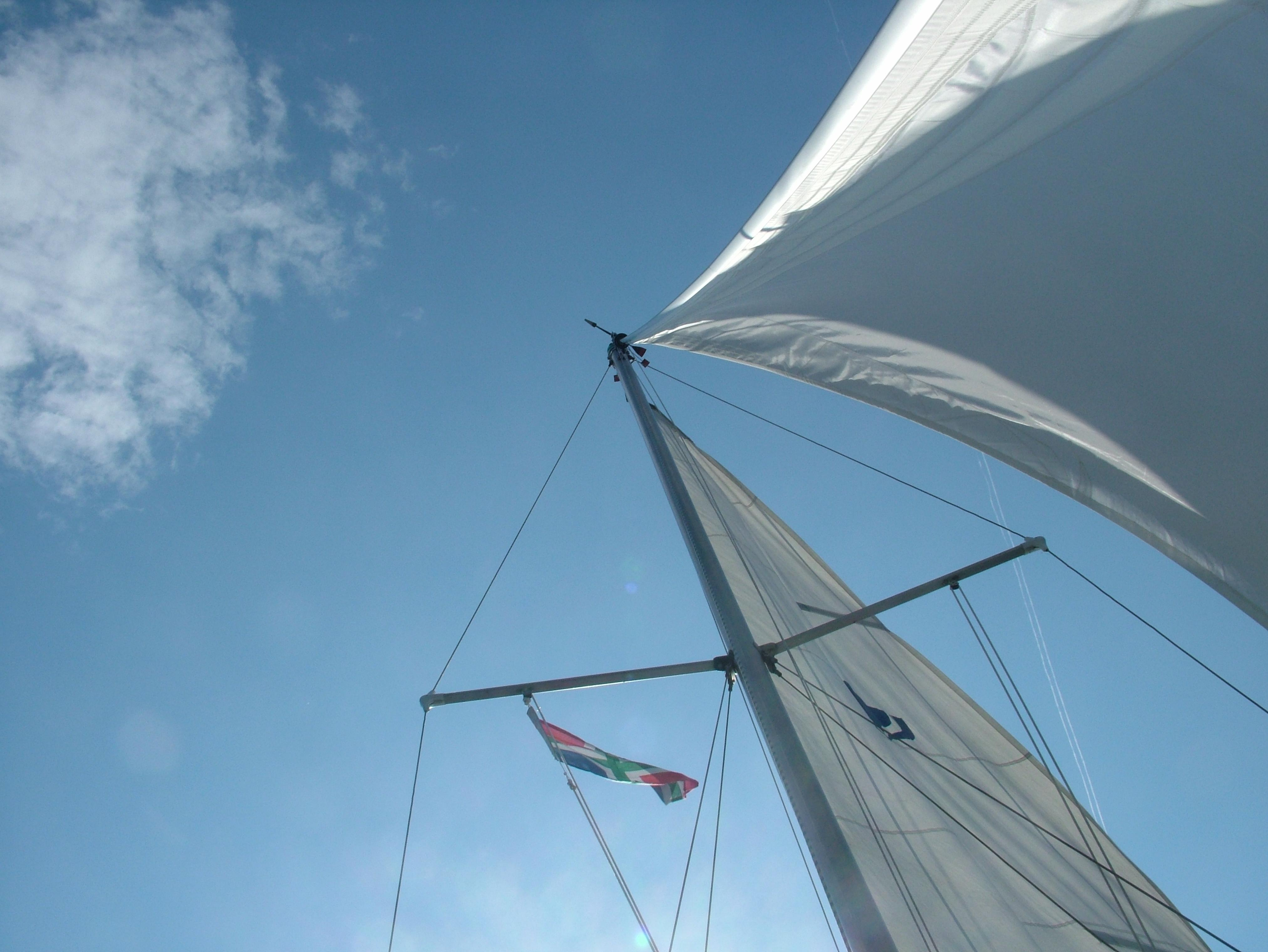
常见的帆

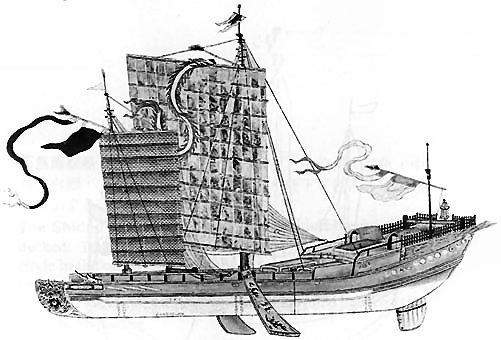
宋朝时的帆船

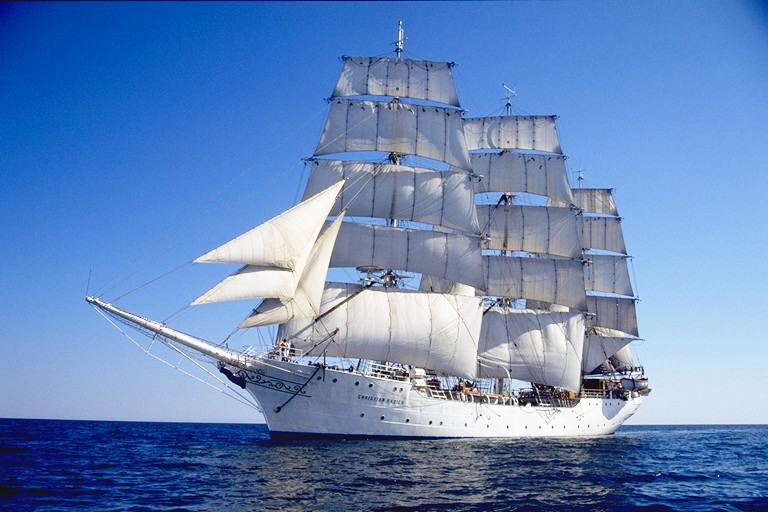
大型帆船

帆，或称颿、风帆或船帆，是指帆船桅杆上利用风力的布篷。而使用风帆作为动力的船只则称为帆船。帆船可能不止一面船帆，船帆也并非仅仅顺风时才可以推进船只。通过船帆角度的变换，在逆风中帆船也可前进。

## 字源
东汉许慎的《说文解字》并未收录「帆」，其北宋大徐本·馬部：「颿，馬疾步也。從馬風聲。臣鉉等曰：舟船之颿，本用此字。今別作帆，非是。符嚴切。」《康熙字典》注：「《崔豹·古今注》曹子貞馬名驚颿，言疾如帆也。」
又，南梁《玉篇》：「颿，扶泛、扶嚴二切。馬疾步也，風吹船進也。」
但《釋名·卷七·釋船》：「帆，泛也。隨風張幔曰帆。使舟疾，汎汎然也。」顯示於東漢末年成書時已有帆字；清代段注本：「今有帆字，船上幔使風者也。自杜注左傳已用此字，不必借颿。」指出西晉杜預註解《左傳》時即已用帆字。可見大徐本校注「本用此字」（颿），實為魏晉南北朝以來附會馬名「驚帆」所衍生之通假字。
另，在詩詞著作中，常以「帆」、「風帆」象徵帆船。文字演變：汎（泛）→帆（颿）

## 历史
历史上可追溯的最早的关于帆的记载是公元前4000年左右古埃及制造的帆船。而三世紀時，中国三國時期的《南州异物志》也有对帆的记载。

## 材料
船帆通常要求织物质量轻、耐久度高。而对湿润状况下的抗撕裂性能、耐霉变性能也都有很高要求。船帆早期多使用帆布，而现代多使用纤度在20-300丹尼尔之间的人造纤维织物，如高强高模聚乙烯纤维。

## 类型
船帆主要可分为横帆和纵帆两大类，横帆与船体垂直方向悬挂，常见于19世纪的大型商用帆船；纵帆与船体平行方向悬挂，易于操作。纵帆又可分为：
- 三角帆，又名拉丁帆，上方有一根斜桁
- 百慕大帆，又名马可尼帆，也是三角形，上方一角固定于桅顶，一条边紧贴桅杆，下面一条边以纵帆下桁（Boom）固定。
- 支索帆（Staysail），又名牵帆，也是三角形，上方悬挂在支索上，是一种常见的辅助帆
- 船首三角帆，下端固定于船首斜桅的三角帆
- 船尾斜帆（Spanker），一般是上缘斜桁帆（Gaff-rigged）
- 梯形帆（Lugger），上缘斜桁帆的桁架一端固定于桅杆，而梯形帆的斜桁与桅杆交接于一侧非对称位置，所以梯形帆兼有横帆和纵帆的一些性质。

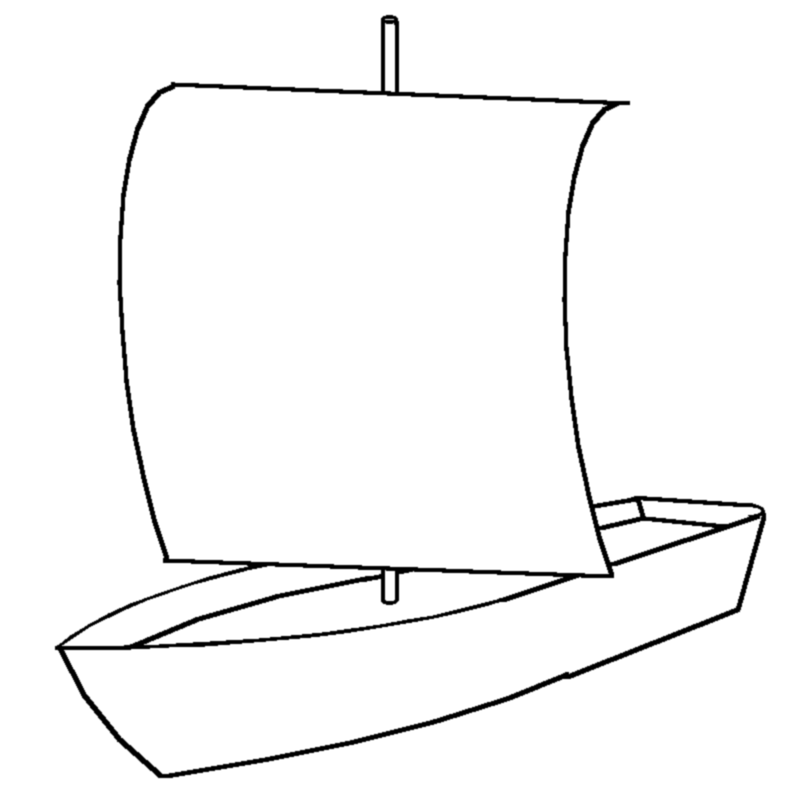
横帆
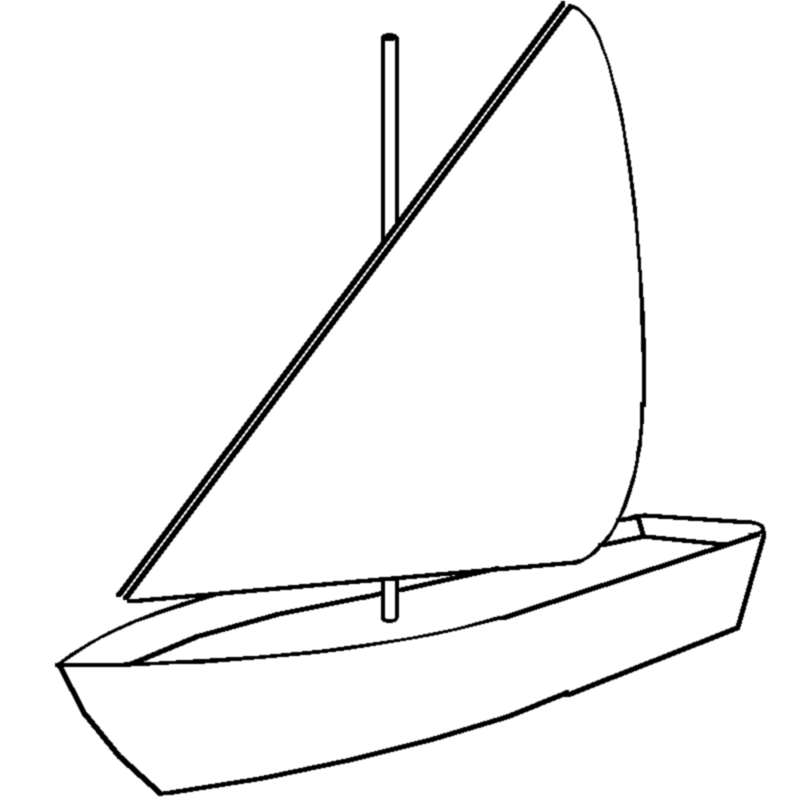
纵帆中的三角帆

## 运用
蒸汽机发明以前，帆是大型船舶不可或缺的动力装置。
15世纪，西方帆船开始向远洋船舶方向发展，船帆数量、面积日益增多。与此同时，大面积的风帆也使船舶在风暴中极易倾覆，遭到灭顶之灾。历经改造，飞剪式帆船脱颖而出，其最快航速可达20节。而进入工业时代后，蒸汽机诞生、轮船发明，在悬殊的实力对比之下，帆船逐渐退出远洋运输，日渐没落。

## 体育运动
帆在体育运动中有着悠久的历史传统。帆船和帆板是夏季奥运会正式比赛项目。

## 文化
帆在人类文化中多有象征意义。如在中国文化中有顺利之意涵，比如成语“一帆风顺”、李白名句“长风破浪会有时，直挂云帆济沧海”等。
- 「鵝鑾」是臺灣原住民排灣族語言裡「帆」的譯音，因為附近的香蕉灣有大石像船帆般的形狀，所以特取此名，再加上該地形就好像是個突出的鼻子，「鼻」便是指岬角，故稱鵝鑾鼻或「鵝鑾鼻半島」。[7]
- 俄国诗人莱蒙托夫于1832年写作一首著名诗歌——《帆》（俄语：Парус，或译作《孤帆》），诗中诗人以帆自况，表达对现实的不满和对命运的抗争。
- 有星座因形似船帆而名为船帆座
- 新西兰城市奥克兰有“船帆之城”的美誉[8]